# Norman McCay
Norman McCay è un personaggio immaginario del fumetto Kingdom Come della DC Comics. Come in Kingdom Come e nella serie Elseworlds, Norman McCay non si è mai visto prima nella continuità dell'Universo DC. Tuttavia, nelle recenti rivelazioni nei titoli di Justice Society of America, McCay è apparentemente una parte del Multiverso della DC. McCay è un prete e il testimone degli eventi biblici del fumetto.

## Storia
McCay era un amico e pastore del ex Sandman Wesley Dodds, prima che morisse. Dodds proclamò una profezia apocalittica concernete eventi futuri coinvolgenti i supereroi della Terra.
MccCay rimane rattristato da ciò, e scopre di aver ereditato le visioni di Dodds. Dopo aver sbagliato il sermone domenicale per la sua congregazione viene contattato dallo Spettro, Jim Corrigan, che gli dice che lui è stato scelto per essere il testimone degli eventi che potrebbero cambiare il mondo.
Il più delle volte invisibile, diventa visibile alla Justice League in un'occasione, quando Flash lo agguanta dalla dimensione in cui viaggia. Tenta di avvertire Superman circa l'Apocalisse che sta per accadere a causa delle loro azioni.
Superman, tuttavia, rimane confuso dalla sua comparsa e rifiuta il suo avvertimento.
Nella battaglia finale che coinvolge gli Outsiders, la Justice League e altri eroi evasi dal Gulag dei supereroi, una bomba nucleare viene sganciata sulla testa dei metaumani dalle Nazioni Unite. Lo Spettro quindi chiede a McCay di giudicare chi ha ragione e chi ha torto. MccCay, riconoscendo che la situazione è molto più complicata dello scegliere chi è nel giusto o chi sbaglia, trova una soluzione.
Quando Superman, arrabbiato per la scomparsa di alcuni eroi a causa dell'esplosione nucleare, si scaglia contro l'ONU, McCay lo trova e informandolo di alcuni sopravvissuti e chiamando all'attenzione il fatto che il conflitto saltò fuori quando i super umani si divisero dagli umani, convince Superman sulla cosa giusta da fare.

## Origini
Clark Norman Ross, il padre di Alex Ross, e un ministro, posarono per il personaggio di Norman McCay. Il maglione che il personaggio indossa nel fumetto è un maglione vero di proprietà di Ross.

## Altre versioni
Un uomo somigliante a Norman McCay compare in Marvels di Alex Ross, dopo che Phil Sheldon esce dall'ufficio di J. Jonah Jameson alla fine del fumetto.